# Eadric Cild
Eadric Cild, ook bekend als Eadric de Wilde, was een grootgrondbezitter in Shropshire uit de 11e eeuw. In 1067 kwam hij in opstand tegen Willem de Veroveraar, en viel Herefordshire aan. Hij was hierbij geallieerd met Bleddyn en Rhiwallon ap Cynfyn, de koningen van Noord-Wales. Tijdens de rebellie van 1069 viel hij Shrewsbury aan, maar in 1070 verzoende hij zich met de koning.